# Jörg Graser
Jörg Graser (* 30. Dezember 1951 in Heidelberg) ist ein deutscher Regisseur und Drehbuchautor.

## Leben
Jörg Graser studierte ab 1971 Politologie, Soziologie und Kommunikationswissenschaften in München, anschließend Dokumentarfilm an der Hochschule für Fernsehen und Film München, wo er heute auch unterrichtet. Er hat zahlreiche Theaterstücke verfasst, die teilweise auch als Hörspiele gesendet wurden. Seit 1980 eigene Regiearbeiten.

## Filmografie
Regie
- 1981: Der Mond ist nur a nackerte Kugel
- 1983: Magdalena (TV)
- 1990: Abrahams Gold
- 1991: Ich schenk’ dir die Sterne
- 1995: Drei Sekunden Ewigkeit (TV)
- 2021: Weißbier im Blut

Drehbuch
- 1981: Der Mond ist nur a nackerte Kugel
- 1981: Trokadero
- 1985: Via Mala (TV)
- 1987: Gewitter im Mai (TV)
- 1990: Der Bierkönig (TV)
- 1990: Abrahams Gold
- 1990: Der Rausschmeißer (TV)
- 1991: Ich schenk’ dir die Sterne
- 1995: Das verzauberte Lied
- 1997: Der Bulle von Tölz: Bauernhochzeit
- 2021: Weißbier im Blut

## Theaterstücke
- 1980: Witwenverbrennung – Regie: Dietmar Pflegerl (Theater der Stadt Bonn) UA 6. September 1980

## Hörspiele

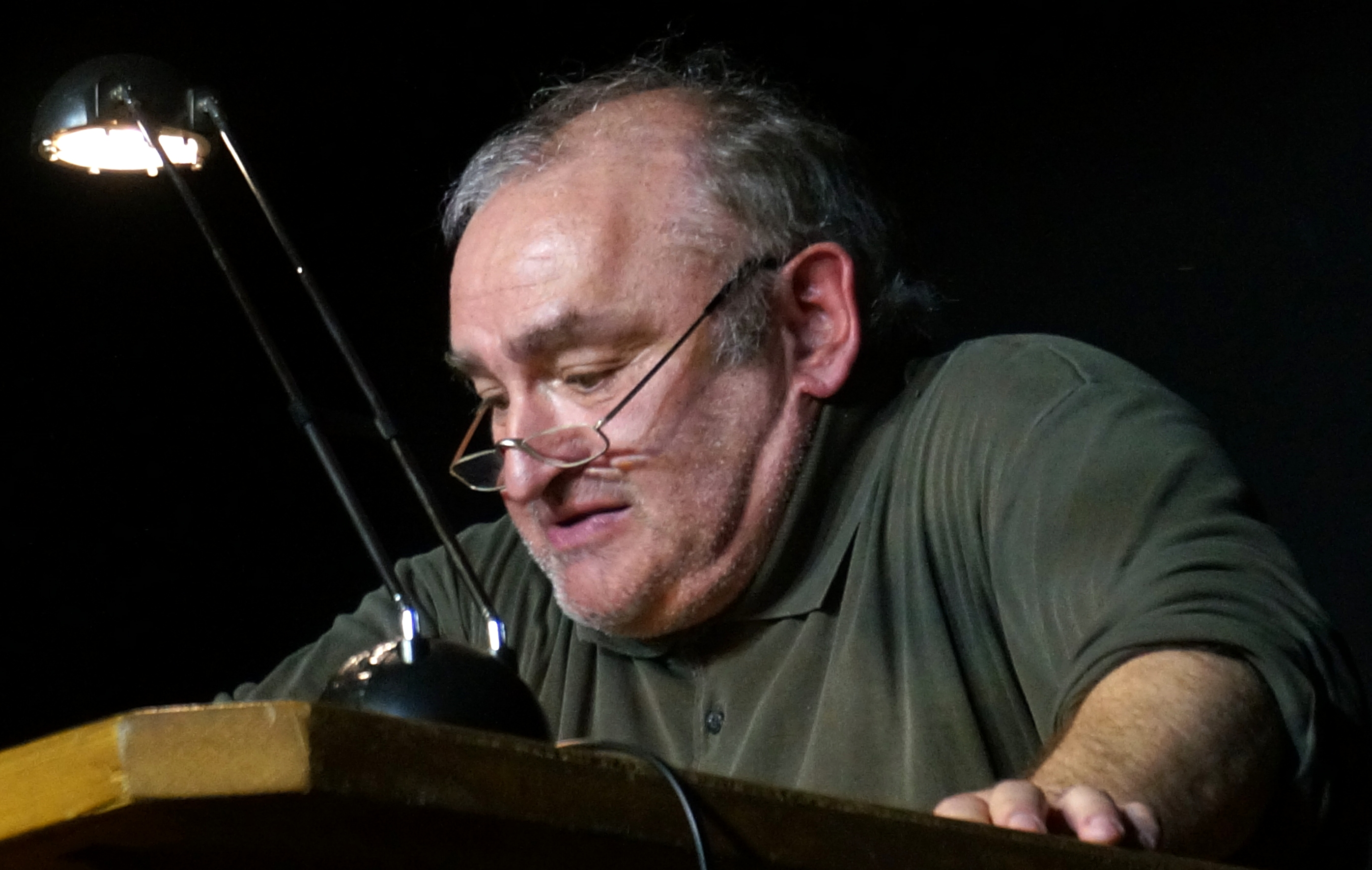
Sigi Zimmerschied bei einer Kreuzederlesung

- 2003 – Jailhouse Blues, Hörspiel, Sprecher: Boris Aljinovic, Burghart Klausner, Corinna Kirchhoff, Kathrin Angerer u. a., Produktion: Deutschlandradio Kultur und NDR, 72:45 Min.[1]
- 2006 – Diridari, Hörspiel, Produktion: Deutschlandradio Kultur
- 2010 – Kreuzeder, Kriminalhörspiel, Sprecher: Sigi Zimmerschied, Luise Kinseher, Felix von Manteuffel u. a., Produktion: Deutschlandradio Kultur, 54:30 Min.
- 2011 – Kreuzeder und die Kellnerin, Krimalhörspiel, Sprecher: Sigi Zimmerschied, Luise Kinseher, Maria Peschek u. a., Produktion: Deutschlandradio Kultur, 54:30 Min.
- 2012 – Kreuzeder und der Tote im Wald, Krimalhörspiel, Sprecher: Sigi Zimmerschied, Luise Kinseher, Maria Peschek, Michaela May u. a., Produktion: Deutschlandradio Kultur, 56:20 Min.
- 2017 – Kreuzeder und der Dschihad, Krimalhörspiel, Sprecher: Sigi Zimmerschied, Maria Peschek, Luise Kinseher, Karim Cherif u. a., Produktion: Deutschlandradio Kultur, ca. 59 Min.[2]

## Veröffentlichungen
- 2012 Weißbier im Blut – Ein Kriminalroman aus dem Bayerischen Unterholz, LangenMüller München, ISBN 978-3-78443301-1.

## Auszeichnungen
- 1981: Bundesfilmpreis für Der Mond is nur a nackerte Kugel
- 1983: Tukan-Preis
- 1990: Publikumspreis des Filmfestivals in Cannes
- 1992: Adolf-Grimme-Preis mit Bronze für Der Rausschmeißer (zusammen mit Xaver Schwarzenberger und Claudia Messner)